# Christian Gotlieb Kratzenstein-Stub
Christian Gottlieb Kratzenstein-Stub, né le 15 août 1783 à Copenhague et mort le 24 juillet 1816 à Kalundborg au Danemark, est un peintre danois dans le style classique romantique à la Pierre-Paul Prud'hon.
Il est le fils de l'ingénieur allemand Christian Gottlieb Kratzenstein (1723-1795), inventeur en 1769 d'un mécanisme vibratoire capable de reproduite les sons de cinq voyelles : a, e, i, o et u. 

## Œuvres
- L'amour et Psyché, 1815, Glyptothèque de Copenhague.
- Portrait de Charlotte Christine Rothe, née Müller, huile sur cuivre, peint entre 1801 et 1814.
- Orphée et Eurydice, huile sur toile, 1806, Copenhague, Ny Carlsberg Glyptotek.

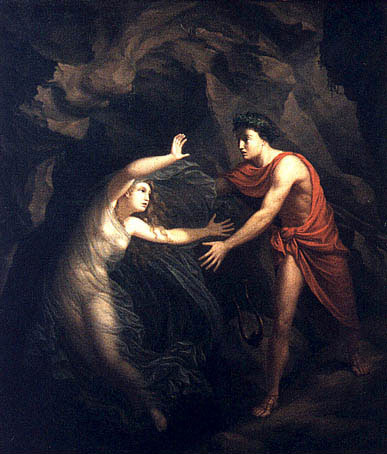
Orphée et Eurydice.

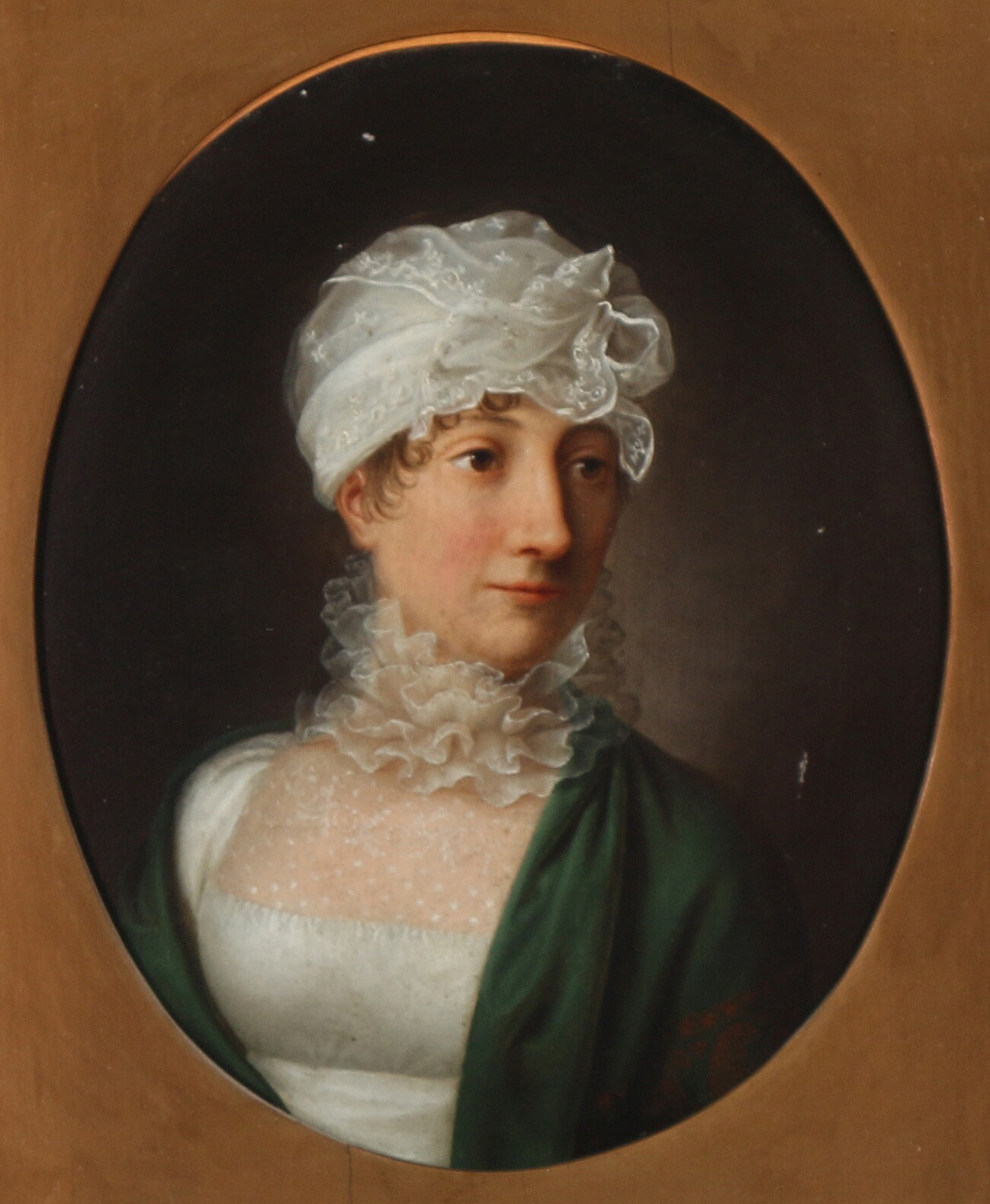
Portrait de Charlotte Christine Rothe, née Müller.